# Patera

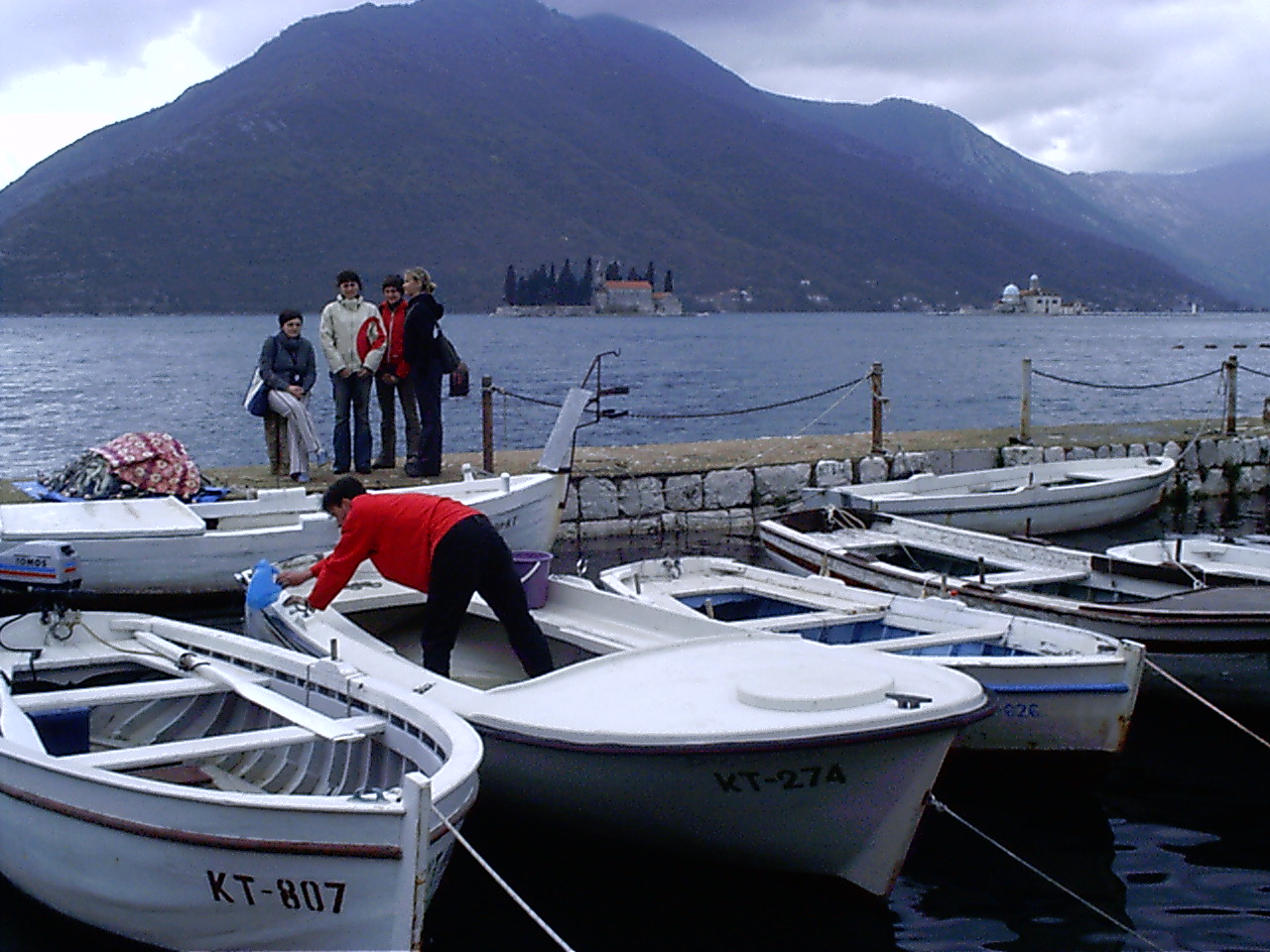
Pateras.

Una patera es una embarcación, del tipo de botes blancos, con un fondo plano. 
Erróneamente o modernamente se suele llamar patera a cualquier tipo de embarcación frágil utilizada por grupos de inmigrantes para acceder clandestinamente a las costas del sur de España (típicamente, desde la costa de Marruecos, por el Estrecho de Gibraltar, a través del Mar Mediterráneo). 

## Definición y etimología
Una patera es una embarcación pequeña, de construcción no demasiado robusta, por lo general de madera, con el fondo plano, de bote abierto (esto es, sin cubierta), escasa eslora, poco calado y obra muerta reducida. El Diccionario de la Real Academia Española añade que es sin quilla.
La patera tiene diversas utilidades. Se utiliza raramente para pescar en aguas poco profundas. Pero su principal uso consiste, mayormente, en el traslado de marineros desde el muelle hasta embarcaciones fondeadas.
Antonio Alcalá Venceslada, en su Vocabulario andaluz, la define como "barco muy plano en el fondo para perseguir patos en sitios de poco calado", y para José Luis de Pando (Diccionario marítimo) es una "embarcación de pequeño tonelaje, usada para la pesca".
En la edición del año 2001 del Diccionario de la Real Academia Española se añadió por primera vez la voz patera –que no aparecía en anteriores ediciones–, cuya definición es "embarcación pequeña, de fondo plano sin quilla".
La palabra patera es conocida de antiguo, al menos en Cádiz y su provincia. Una noticia publicada en el Diario de Cádiz, edición del 21 de junio de 1917, decía así: 

“Dicen desde Santander que dos horas antes de llegar el trasatlántico León XIII a Santander, procedente de Buenos Aires, y cuando el pasaje estaba almorzando, se oyó un cañonazo y minutos después emergía cerca del vapor el submarino alemán U-28. El capitán del buque, señor Moret, dio orden de parar el buque, y botó una patera con un oficial que llevó la documentación al capitán del submarino, el cual pretendía llevarse preso a pasajeros aliados, cosa que le negó el señor Moret. Después de una hora, se pudo continuar viaje.”

Su utilización por primera vez se remonta a épocas tribales, cuando eran necesarias para el ataque de unas tribus a otras.

## Características
Las pateras, dadas sus características específicas, son embarcaciones muy poco seguras para navegar por aguas agitadas. Y de su definición se desprende que pueden ser destinadas a diversos usos lícitos y que su empleo para el transporte de inmigrantes irregulares no es exclusivo, sino ocasional. Por lo tanto, es incorrecto llamar patera a una embarcación pequeña por el solo hecho de conducir inmigrantes clandestinos que intentan entrar en España por mar, ya que también se suelen utilizar para este fin otros tipos de botes, así como balsas rígidas o hinchables, zodiacs e incluso hidropedales.

## Uso en inmigración
Las pateras (y los cayucos) son famosos en España por ser mencionados en los medios de comunicación, pues reciben ese nombre las diversas embarcaciones utilizadas por los inmigrantes irregulares africanos para intentar entrar en Europa a través del  mar Mediterráneo, sea por el Estrecho de Gibraltar desde Marruecos, o por Pantelaria desde Túnez. O a través del océano Atlántico (una ruta un 55% más peligrosa y mortífera), para intentar llegar por allí a Fuerteventura desde Marruecos y Sáhara, o hasta Cabo Verde por la isla de Boa Vista, desde Senegal o Mauritania.
Cada una de esas embarcaciones es ocupada o sobrecargada por entre 20 y 45 personas. Sus ocupantes mueren frecuentemente, por ser barcos demasiado frágiles o pequeños para un viaje por mar abierto.  La aparición de teléfonos móviles con GPS y los teléfonos móviles de tipo satélital (de mayor alcance que los normales), ha permitido aumentar las posibilidades de supervivencia, pues permiten llamar a través del satélite incluso estando en el mar a larga distancia de la costa, para así pedir ayuda.
Y cualquier intento fallido de atravesar el mar en alguna embarcación puede terminar en ahogamiento (con las mismas características que en otros ahogamientos acerca de la prevención y el salvamento de víctimas en ahogamientos).
En cualquier caso, la idea de que todos los inmigrantes llegan en embarcaciones por mar es un mito exagerado, e incluso la idea de que todos los inmigrantes son ilegales, pues hay inmigrantes legales (aquellos que cumplen las condiciones para entrar legalmente como inmigrante en España).